# Tachycixius ligustina
Tachycixius ligustina är en insektsart som beskrevs av Wagner 1959. Tachycixius ligustina ingår i släktet Tachycixius och familjen kilstritar.
Artens utbredningsområde är Italien. Inga underarter finns listade i Catalogue of Life.